# هونوكا إينوي
هونوكا إينوي (井上ほの花 إينوي هونوكا) هي مؤدية أصوات يابانية ولدت في 9 فبراير 1998 في محافظة كاناغاوا.

## أدوارها في الأنمي

### مسلسلات أنمي تلفزيونية
- دانغانرونبا 3: نهاية أكاديمية قمة الأمل - كارين كيساراغي
- جميلة مثل القمر - ساكورا تاناكا
- ماذا تفعل في نهاية العالم؟ هل أنت مشغول؟ هل تستطيع إنقاذي؟ - فيراكورليبيا دوريو
- في عالم أخر مع هاتفي الذكي - آلما
- حارسات التوجي - ساناي إيواكورا
- أسوبي أسوباسي - رئيسة لجنة الطلبة
- بين السماء و البحر - روبي أزومي
- بلانيت ويث - هيروكو أوكا
- سندريلا التسع - توموي كاواكيتا
- قاتل الغوبلن - الحكيمة
- آن شيرلي - آن شيرلي

### أنمي الإنترنت
- بوكيمون جينيريشنز - الفتاة (الخلاص)

## أدوارها في الدبلجة اليابانية
- نوك نوك - ليزا
- آنابيل: التكوين - ليندا

## وصلات خارجية
- هونوكا إينوي على موقع IMDb (الإنجليزية)
- هونوكا إينوي على موقع ميوزك برينز (الإنجليزية)
- هونوكا إينوي على موقع قاعدة بيانات الفيلم (الإنجليزية)
- هونوكا إينوي على موقع ANN person (الإنجليزية)